# 竪穴式住居

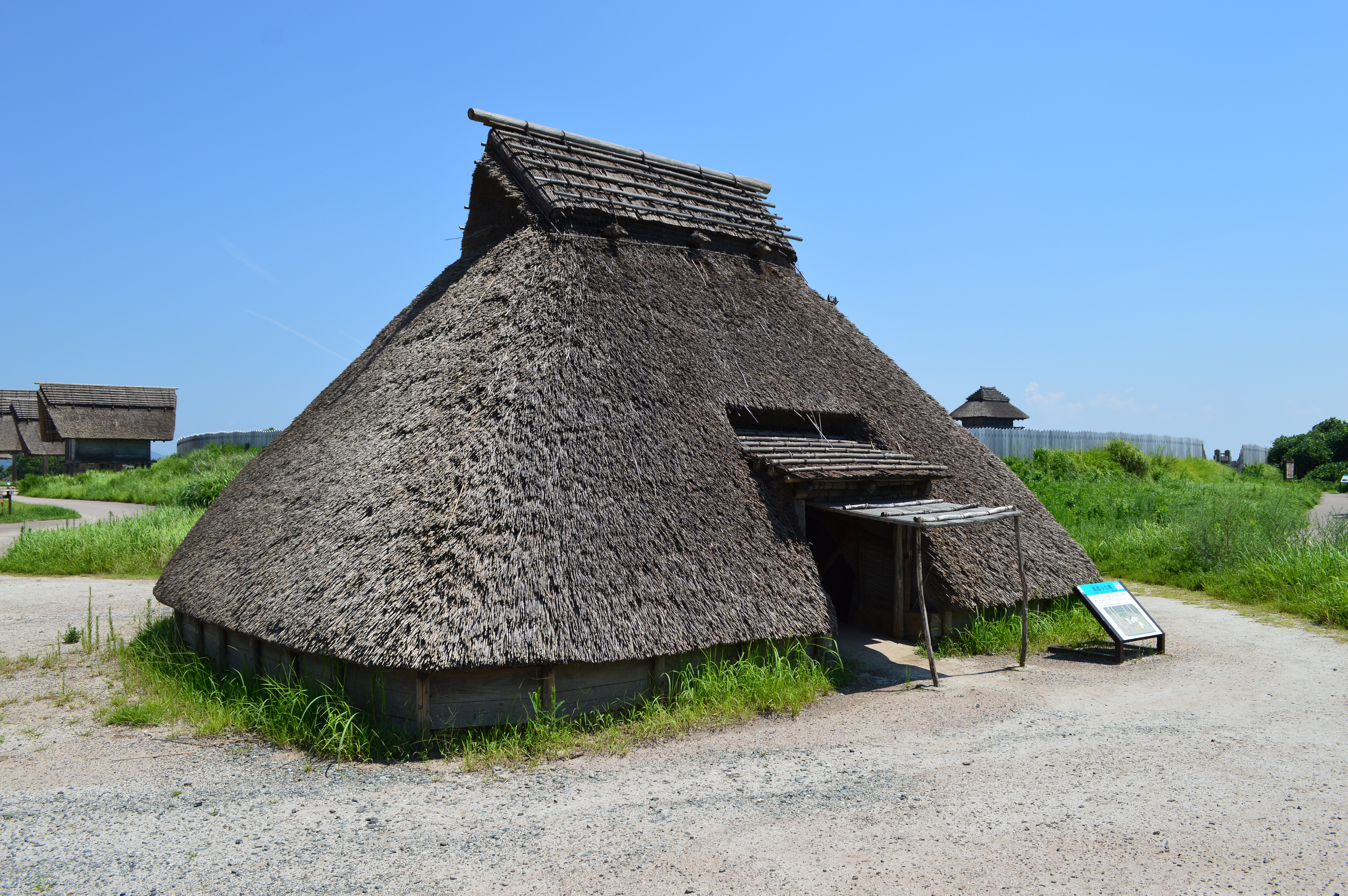
復元された吉野ヶ里遺跡の竪穴建物（佐賀県神埼郡吉野ヶ里町、および同県神埼市）

竪穴式住居（たてあなしきじゅうきょ）、または竪穴建物（たてあなたてもの）・竪穴住居（たてあなじゅうきょ）は、地面を掘り下げて床とし、その中に掘立柱を建てて梁（はり）や桁（けた）、垂木（たるき）を組み、土や植物（葦など）で屋根を葺いた建物である。主に住居だが、それ以外の用途に使用された事例もあり用途を「住居」に限定できないため、今日の日本考古学界では「竪穴建物」と呼称する資料が増加している（#呼称の変化で後述）。

## 概要
考古学では、地面を掘り下げて地表面より低い位置に床面を構築する建物を「竪穴建物（竪穴住居）」という。これは、床面をそれらが建てられた当時の地表面と同じか僅かに盛土した程度の高さに構築した建物をさす「平地建物」や、掘立柱などで地表面より高い位置に床面を浮かせて構築する「高床建物」などの用語と対比的に用いられる。つまり床面の「高さ」という基準に基づく建築上の分類名である。「竪穴（縦穴）」という用語は「横穴」という表現の対照として生まれた。
地表面より低くした床面の上に建てた複数の掘立柱（主柱）によって、屋根などの上屋部分を支持する「柱建（立）ち」の構造を主体とする。これは、工法的にはいわゆる掘立柱建物と同一であるが、日本の考古学界では竪穴建物の床面が地表面より低くなる点をもって竪穴建物と掘立柱建物とを区別している。
英語表記の1つ「pit-house」は、厳密には竪穴建物のうち、屋根以外を竪穴部のみで構成する、つまり竪穴に屋根を被せた形の建物のことをいうが、竪穴自体が浅く、地上部分の構造物のある竪穴建物についてもこのように呼ぶ研究者がいるので、日本語の「竪穴建物」と、ある程度置き換えが可能である。
日本列島における竪穴建物跡の発掘調査の検出状況における深さは通常70～80センチメートルほどであり、佐原真のいわく「穴とはいえ、わざわざ『竪』を付けるほど深くはない」が、知床半島に近い北海道標津郡標津町にある擦文文化期の標津遺跡群（伊茶仁カリカリウス遺跡）では、この建物の掘り込み跡である直径4メートルから10メートルほどの摺鉢状の窪みが、現在の地表面に多数密集し、かつて「穴居」（けっきょ）と呼ばれていた。これらは周囲に盛りあげた周堤（しゅうてい）から床面までの深さが2メートルから2.5メートルもあり、佐原はこれらの存在から「竪穴」と呼ばれる由縁が分かるとしている。

## 呼称の変化
かつては「竪穴式住居」と呼称・表記されることが多かったが、次第に「式」を除いた「竪穴住居」が用いられるようになり現在一般化している。学術書籍などでは、1975年（昭和50年）発行の『岩波講座日本歴史』シリーズ第1巻（原始および古代1）の時点で、岡本勇は「竪穴住居」の表記を用いている。
しかし近年の日本列島における発掘調査では、工房や喪屋・馬小屋・倉庫など、居住以外の目的で使われた同建物の遺構検出事例も増加し、必ずしも用途を「住居」に限定出来ないことが判明してきた。また「掘立柱建物」や「礎石建物」などの、他の建物遺構の用語で「建物」を使用していることとの対応も考慮して、2010年代に入り文化庁は『発掘調査のてびき』で「竪穴建物」と呼称する方針を示している。

## 世界
ヨーロッパでは、中石器時代からこの建物の形態が出現している。やがて、世界各地で、新石器時代に盛行するようになる。中国では、仰韶文化（ぎょうしょうぶんか/ヤンシャオぶんか）の代表的遺跡である西安の半坡遺跡（はんばいせき/バンホーいせき）で発掘されたものがよく知られている。これは、南側に階段のある出入り口を持つ約5メートル×4メートル、深さ80センチメートルの隅丸方形のもので内部に炉が見られるものである。また、アメリカ南西部のモゴヨン（Mogollon）文化やホホカム（Hohokam）文化の人々は、9世紀頃まで入口部分を張り出し状にした竪穴建物に住んでいたことが知られている。

## 日本列島

### 構造
竪穴建物の構造は、地面を掘り下げた半地下部分である竪穴部（たてあなぶ）と、地表上の構造物である地表部（ちひょうぶ）、さらにそれらを覆う屋根や柱材などの上部構造である上屋部（うわやぶ）に大きく分けられる。

#### 上屋部
竪穴建物の外観的な特徴ともなる上屋部分には、伏屋式（ふせやしき）と壁立式（かべだちしき）が存在したと考えられている。

伏屋式に復元された綾羅木郷遺跡の竪穴建物（山口県下関市）。

伏屋式は、屋根材（垂木）や屋根葺材（茅、葦、藁、土など）の下端が地面に接して軒下空間を持たないもので、地面から直接屋根が立ち上がる外観に復元されるものである。竪穴の平面規模が大きくなるに従い垂木も長くなるため、竪穴内部に建てた柱材（主柱）の上部に梁（はり）や桁（けた）と呼ばれる水平材を組み、垂木の中間を支えるか垂木を継ぎ足したと考えられている。屋根の形態は垂木を屋根の中央頂部でまとめた宝形造のほか、梁や桁の上に叉首（さす:合掌）材を組んでその交点に水平材（棟木）を渡し、そこから垂木を葺き下ろす切妻造や寄棟造、入母屋造などがあったと推定されているが、これらは検出状況における主柱穴の数や位置、年代や地域差、竪穴内部の諸施設との関係性など、様々な要因から推定復元が行われる。千葉県成田市の三里塚遺跡では、柱を3本用いての伏屋式のテント構造とおぼしき例が検出されている。また、福岡県福岡市の大原D遺跡（おおばるDいせき）のように、斜面地に造られ、斜面下側に竪穴壁が検出されない竪穴建物は、斜面の上側のみを掘り下げて伏屋式の切妻屋根をかけ、斜面下側に出入口を設けた半円形の竪穴建物だったと推定されている。

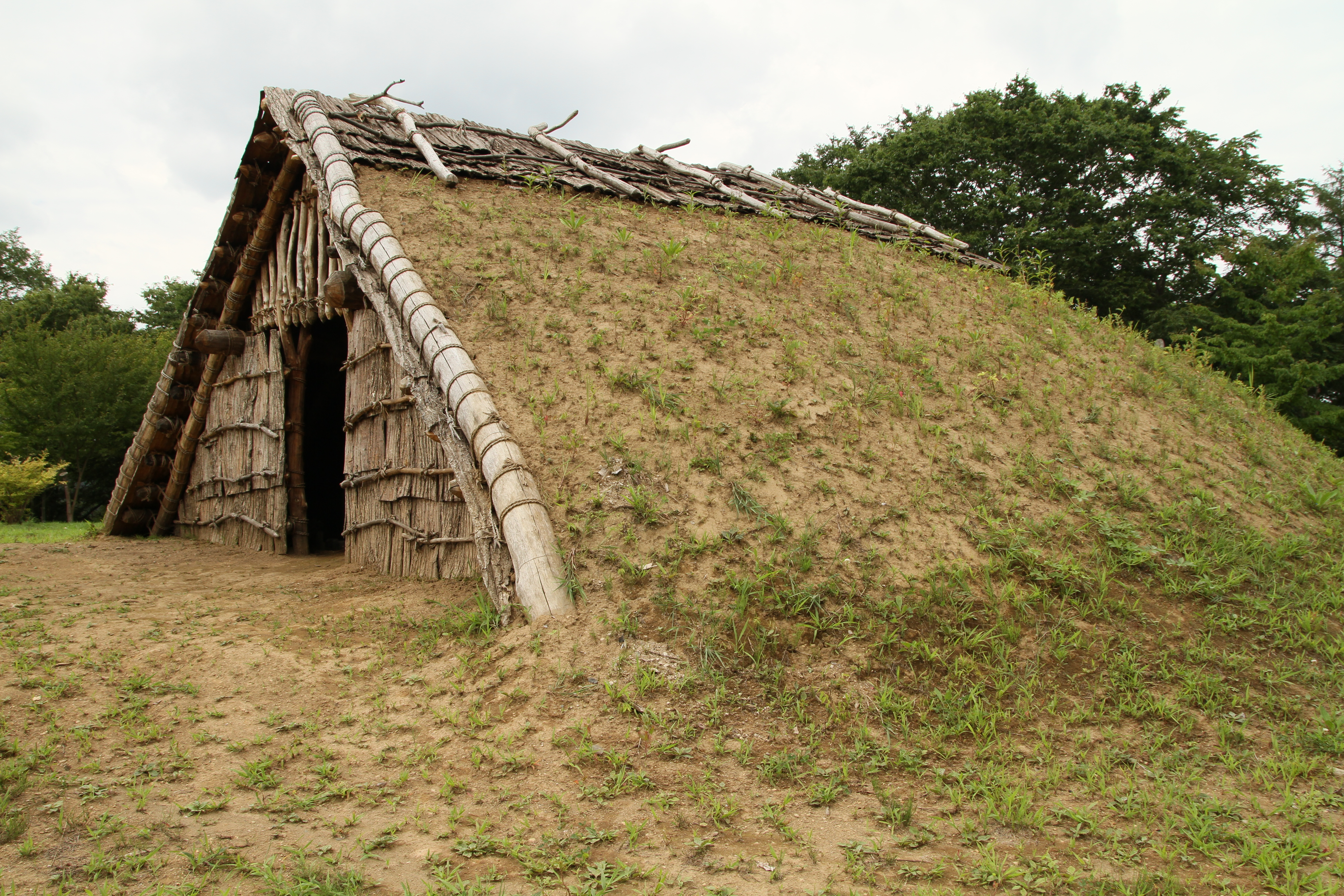
土屋根に復元された御所野遺跡の伏屋式竪穴建物（岩手県二戸郡一戸町）。

なお屋根構造は、学校教科書などにはアシやカヤを葺いた想像図が多く載るが、1990年代以降は樹皮を敷いて土をかぶせた土葺き（土屋根）で復元された伏屋式の竪穴建物も多い。これは発掘時の土壌・遺物分析で茅由来の物質が見つからなかったり、当時の地形・植生では茅の採取が難しいと推測されたりしたことによる。例としては入江・高砂貝塚（北海道）、三内丸山遺跡（青森県）、御所野遺跡（岩手県）、北代遺跡（富山県）、梅之木遺跡（山梨県）、勝坂遺跡（神奈川県）などが挙げられる。

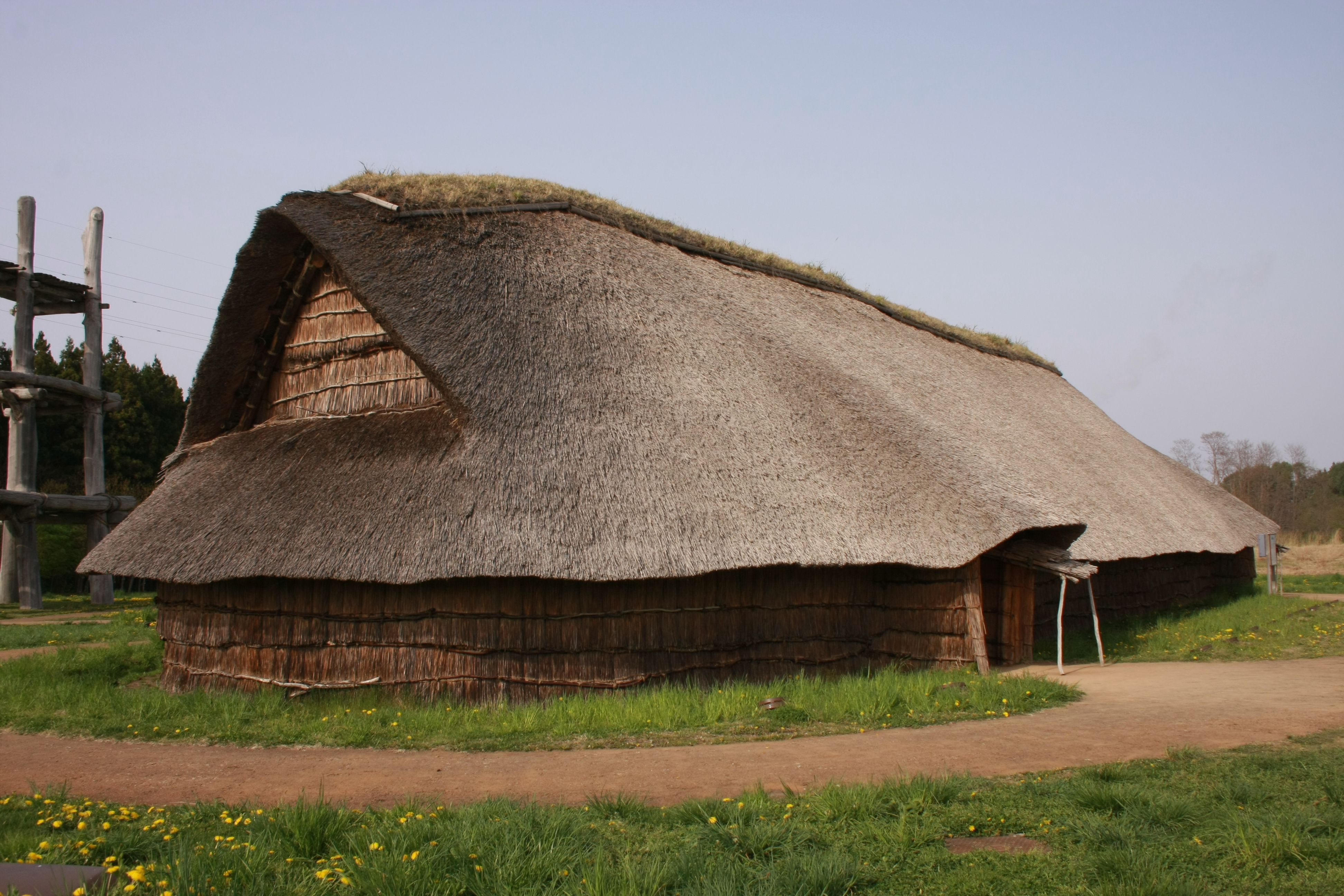
壁立式に復元された三内丸山遺跡の大形竪穴建物（青森県青森市）。長さ32メートル×幅10メートルの規模を持つ。

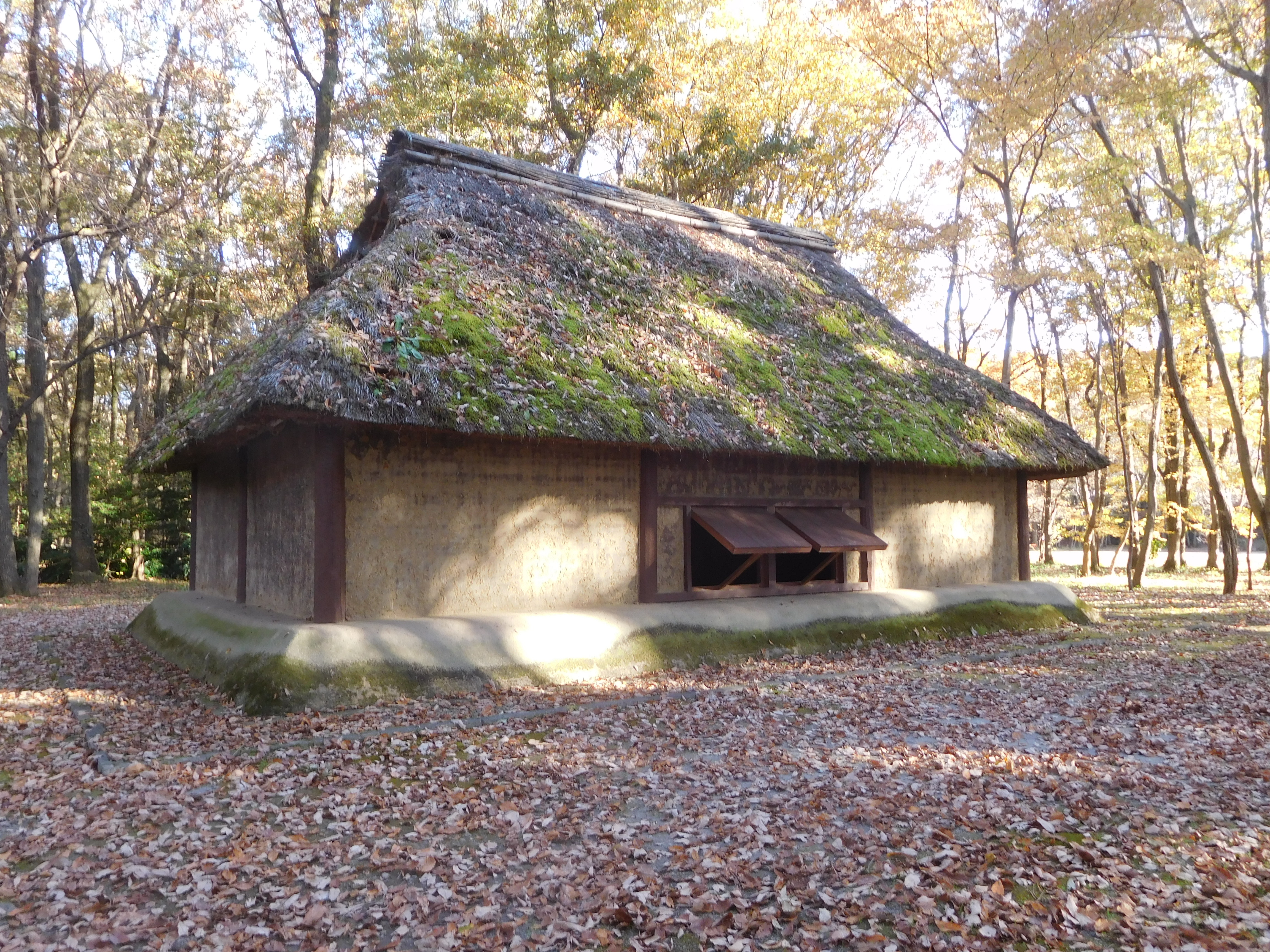
壁立式に復元された飛山城跡の竪穴建物（9世紀、栃木県宇都宮市）。

壁立式は、屋根と地面との間に壁が存在し、軒下空間を持つものを指す。縄文時代では、茨城県守谷市の今城遺跡などの縄文早期の事例や、青森県青森市の三内丸山遺跡など、拠点的な縄文集落における大形竪穴建物などに見られる。また古代には栃木県宇都宮市の飛山城跡で検出された9世紀（平安時代）の事例がある。
なお、この「壁立」とは「屋根と地面との間に壁を持つ建物」を示す言葉であり、壁自体が柱と同じ役割を持って屋根などの上屋部分の荷重を受ける構造の建物を示す「壁建ち建物」とは意味が異なっている。前述のように竪穴建物は「壁建ち」ではなく床面に建てた複数の掘立柱の主柱によって上屋部を支持する「柱建ち」構造を主体とする。ただし、壁建ち構造の竪穴建物の事例も、滋賀県高島市・下五反田遺跡の7世紀後半の建物跡などで知られる。

#### 竪穴部・地表部

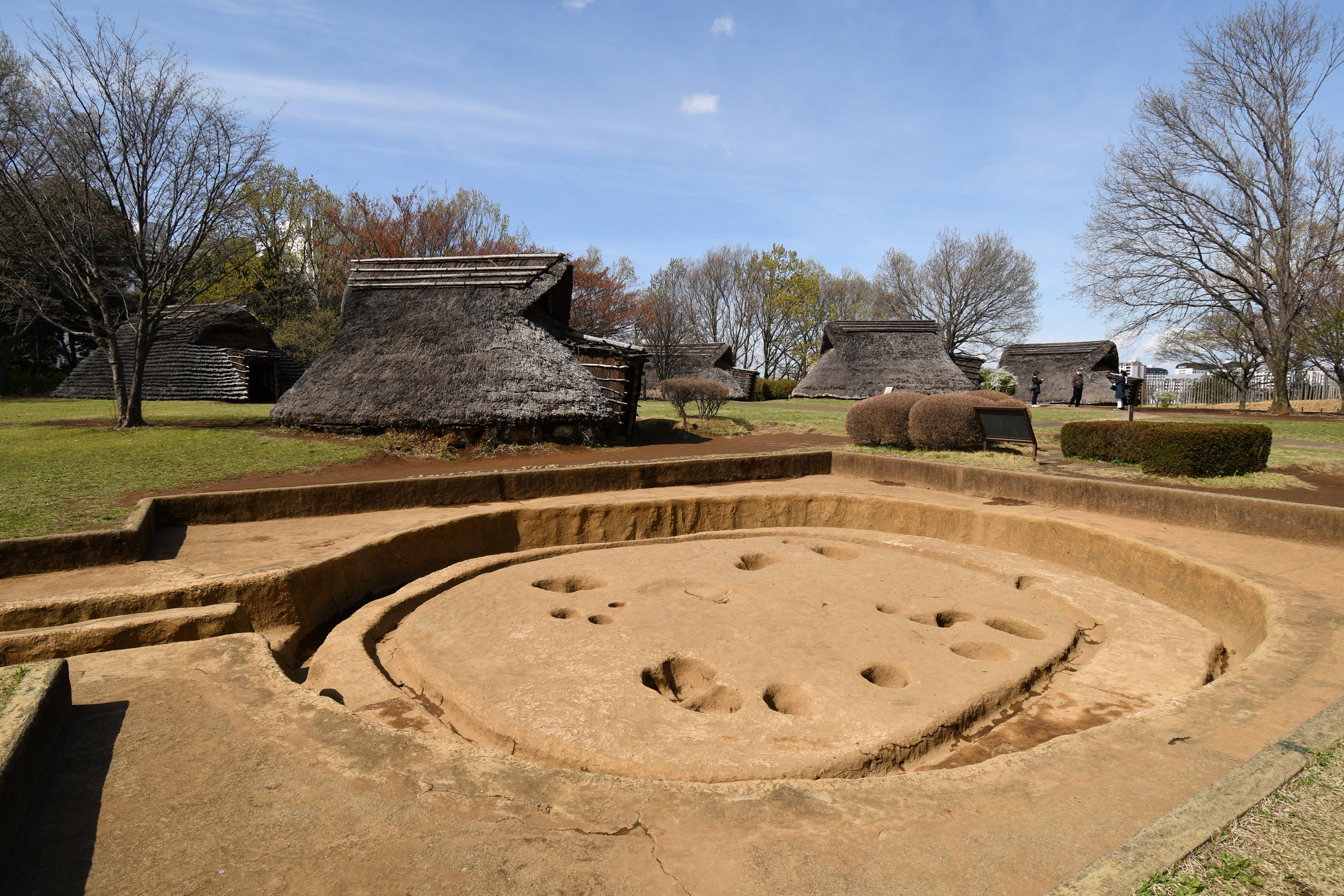
大塚・歳勝土遺跡の竪穴建物跡の露天展示（神奈川県横浜市）。浅くだが竪穴壁の立ち上がりが観察できる。

竪穴部と地表部には、建物そのものの構成要素や施設と、生活行動に関わる各種の施設が付帯する。
竪穴部は、竪穴建物の主体となる半地下構造部分である。日本列島において、その平面形は各時代と地域により異なっており、縄文時代には円形、楕円形、方形、長方形、六角形などがあるが、弥生時代から古墳時代前期にかけては隅丸方形が主体となり、古墳時代後期以降は方形に近い長方形が主流となる。大きさは、長径（または一辺）6メートル程度が一般的だが、小型のもので2メートルほど、大型のもので10メートル以上となる。
竪穴部の壁面（竪穴壁）の深さも時代や地域によって異なる。前述の標津遺跡群（伊茶仁カリカリウス遺跡）の建物は、竪穴の周囲に掘りあげた周堤から床面まで、2メートルから2.5メートルもの深さがあり天井から出入りしたものと推測されているが、本州島などにおける遺跡での検出例は、後世の造成や農作業などにより本来の遺構面（生活面）が削平され、本来の壁面の高さが失われてしまい、50センチメートルか70-80センチメートル程度であることが多い。ただし神奈川県横浜市都筑区の大塚・歳勝土遺跡（弥生時代）では、昇降用梯子の痕跡が残っていたため、その立てかけ角度からの復元で、本来の竪穴壁は1メートルほどあり、地上から出入りしていたと推定された。これらの竪穴壁には、土壁の崩落や浸水防止などのために土や粘土を張り付けたもの（貼壁）や、木板（羽目板）や網代を貼った事例がある。
なお、弥生時代の集落・水田研究の端緒となったことで著名な静岡県静岡市の登呂遺跡の建物は、外見上は伏屋の竪穴建物に酷似するが、床を地表面より低く掘り下げず、かわりに周囲に盛り上げた盛土（周堤）によって竪穴壁に相当する土壁を構築していることから、厳密には竪穴建物ではなく平地建物（竪穴状平地建物）に分類されている。これは当該遺跡が低湿地遺跡の中でも特に地下水位が高く、地面を掘ると水が湧き出す土地であり、竪穴建物を建築するには不向きだったためと考えられている。
宮崎県南部・鹿児島県北東部・熊本県南部にかけての九州島南部では、弥生時代の中期後半から後期にかけて、竪穴部の掘り下げ時に一部を壁状に掘り残して「突出壁」を構築し、間仕切り空間を設けたと考えられる花弁形竪穴建物が出現する。
床面は居住者（使用者）が日常生活を行った生活面であり、地面を掘り下げてそのまま整地したものや、粗掘りした面（掘方）の上に土で貼床した事例がある。また、木板や敷物を敷いた事例もみられる。縄文時代中期から後期には、扁平な川原石を敷き詰めた柄鏡形竪穴建物（敷石建物）なども存在する。床面は、建築時の叩き締めや、居住者（使用者）の日常的な踏み固めにより、周囲の土や遺構覆土より著しく硬化している事が多い（硬化面）。

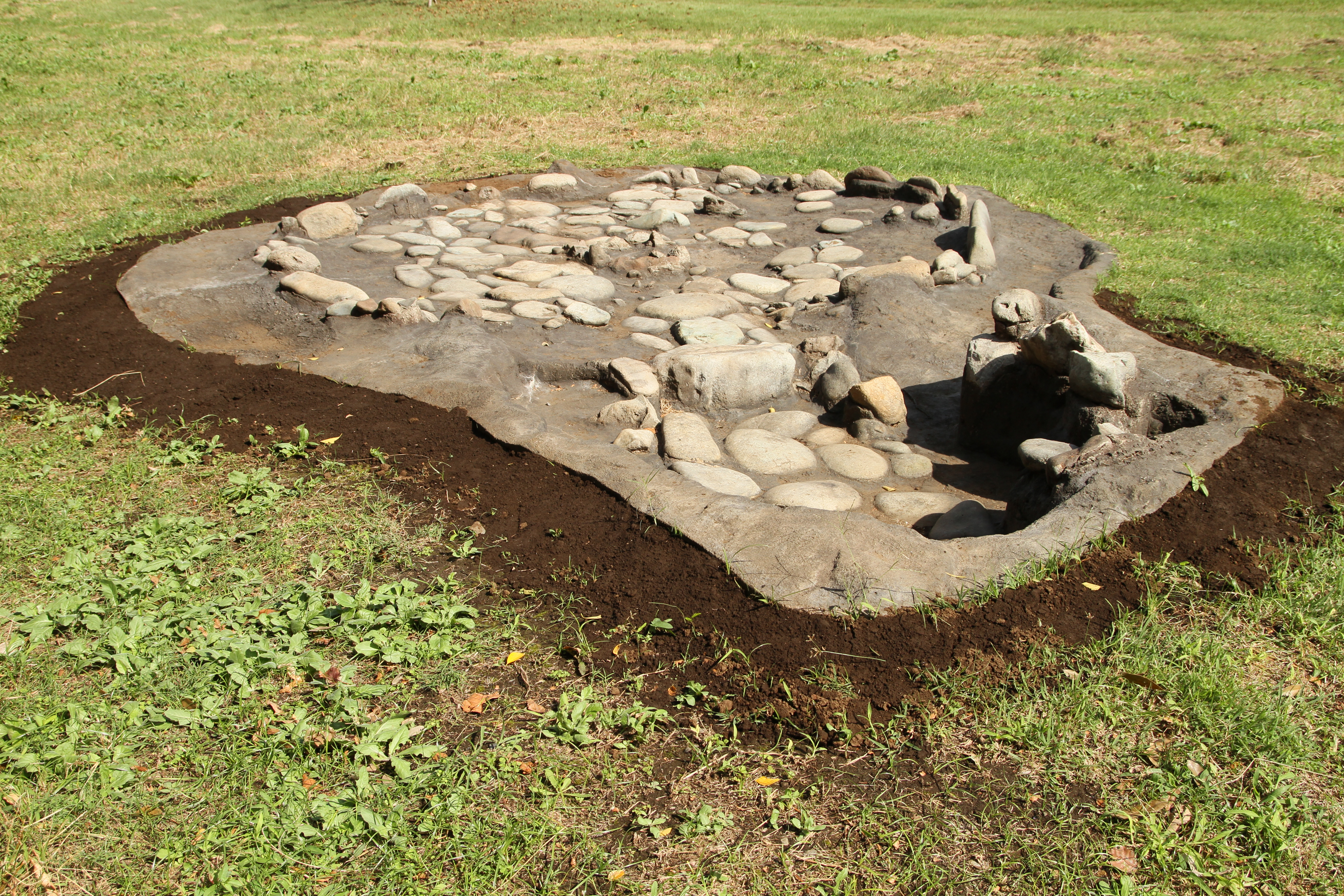
神奈川県相模原市南区勝坂遺跡（国の史跡）の柄鏡形竪穴建物（敷石建物）。

竪穴壁に沿った床面縁部には、幅10-30センチメートル、深さ5-20センチメートル程度の細い溝が廻っている事例があり壁際溝（かべぎわみぞ）と呼ばれる。建物が使用されているときに溝として露出しているもののほか、竪穴壁の崩落防止の羽目板や、網代を据え付けるために掘られたと推定されている。壁際溝の底面に小ピットが連なる事例（東京都あきる野市・橋場遺跡など）があり、壁立式の竪穴建物の壁下地材を埋め込んだ跡などとする推定がなされている。
竪穴部外側の地表部には、複数のピットが検出される事例があり、竪穴外ピットと呼ばれる。これらは伏屋式建物の垂木の痕跡か、地面に叉首（さす）材を立てかけた跡と考えられている。
弥生時代から古墳時代前期の低湿地遺跡の集落などでは、竪穴部の外側に幅1-5メートルほどの土手状の盛土が廻る事例があり、周堤（しゅうてい）と呼ばれる（大阪府八尾市・八尾南遺跡など）。これらは雨水の侵入を防ぐ目的で構築されたと考えられている。また周堤のさらに外側には、外周溝（がいしゅうこう、単に周溝とも）と呼ばれる幅1-2メートルほどの溝が廻る事例がある。これらも弥生時代から古墳時代前期の低湿地遺跡集落などで検出事例が多く、除湿などの目的で構築されたと考えられている。
竪穴部の生活行動に関わる各種の施設としては、炉やカマド、貯蔵穴、梯子穴、階段（または階段に関わると見られる張り出し）、ベッド状施設、棚状施設、ロクロピット、床面小溝、排水溝などが存在する。
炉（地床炉・石囲炉・土器埋設炉・土器囲炉・粘土床炉・石床炉など）は、煮炊き（調理）や照明、鍛冶作業などに使用され、特に地床炉は縄文時代から古代まで普遍的に存在した。古墳時代中期にカマドが出現すると、調理施設としてはカマドに交代していくが、炉自体はなお存続した。縄文時代中期末から後期にかけての新潟県から福島県以北の地域では「複式炉」と呼ばれる特殊な石囲炉が存在した。

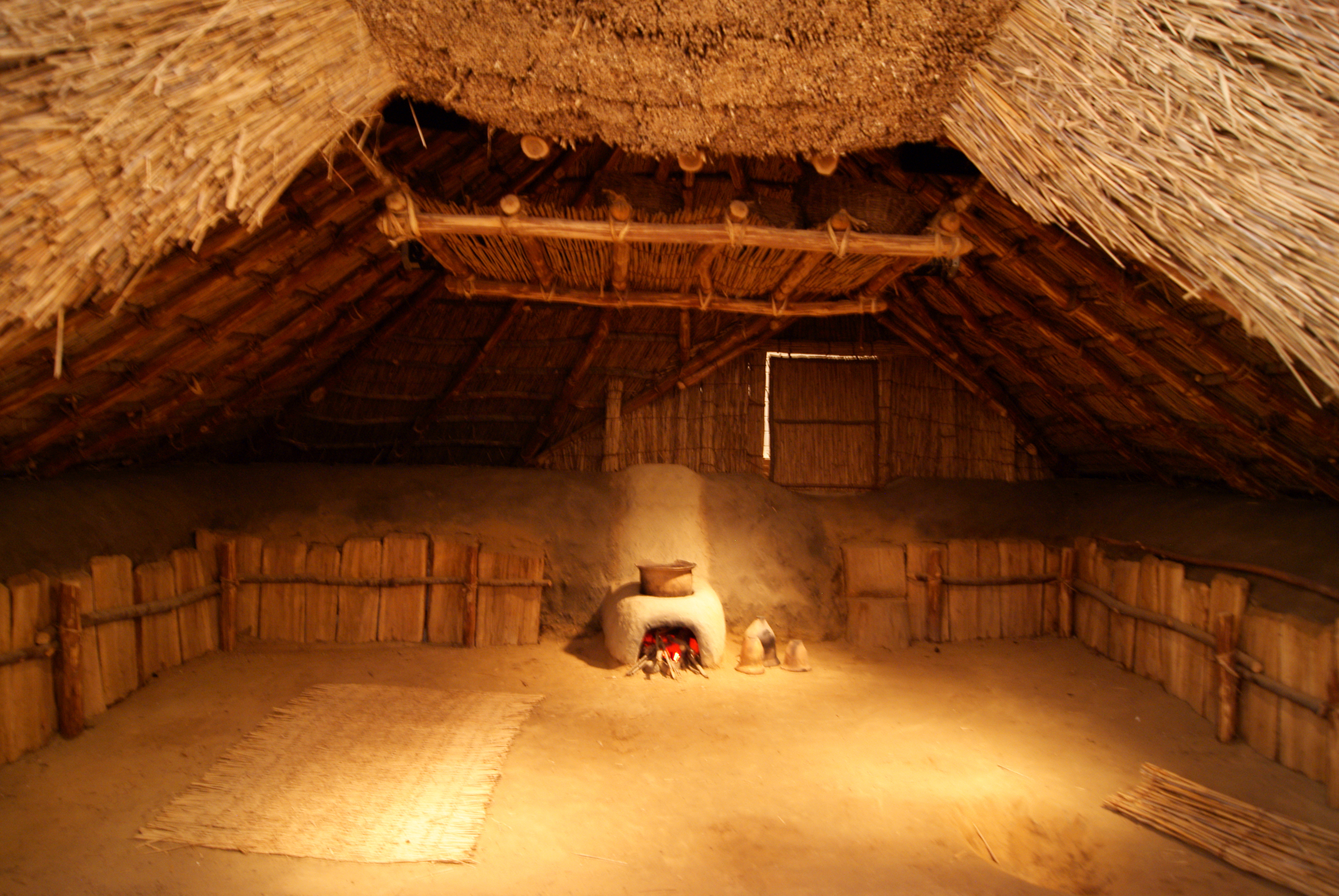
北海道釧路市・北斗遺跡の擦文時代の竪穴建物復元模型内部（史跡北斗遺跡展示館展示）。奥壁中央に造り付けカマドがある。

カマドは、主に竪穴壁に造り付けられた調理施設で、粘土を盛り上げてトンネル状の燃焼部（焚口）をつくり、上に開けた穴（掛口）に甕と甑を掛けて蒸し米作りや煮炊きを行ったものである。竪穴壁をくり貫いて建物外に排煙する煙道（えんどう）を持つものが多い。古墳時代前期（4世紀）に九州北部や近畿地方で徐々に出現し、同時代の中期（5世紀）から後期（6世紀）にかけて東日本まで急激に普及した。なおカマド側の竪穴壁沿いには、床面より1段高くした棚状施設を設置する例があり、調理具や食器などの物品を置いていたと考えられている。
縄文時代から古代にいたるまで、床面には、長さ50-150センチメートル、深さ70センチメートルほどの円形または隅丸方形の土坑が掘られる事例が多く、食糧などの貯蔵穴と考えられている。

### 歴史

#### 建物遺構の出現以前

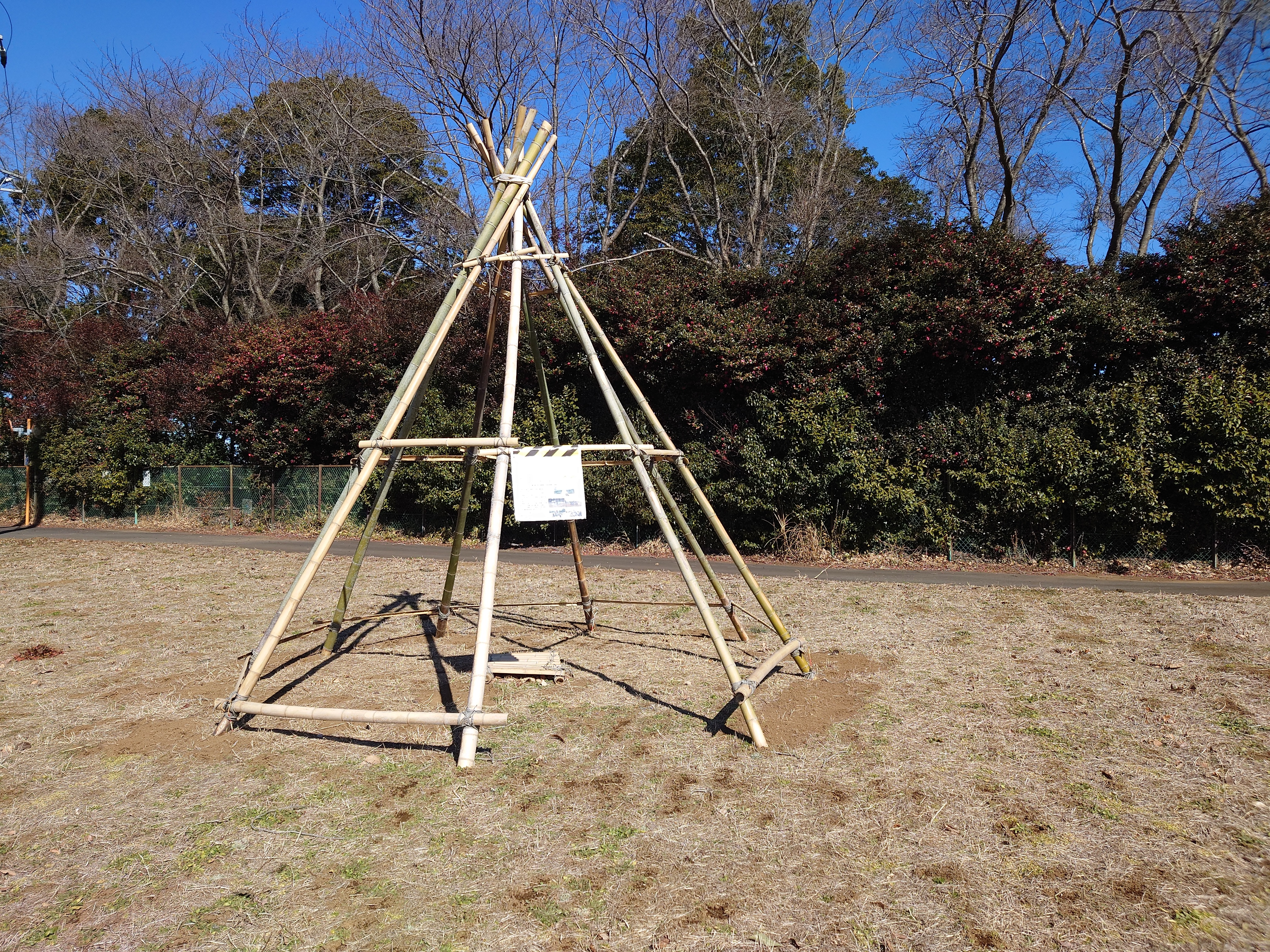
千葉工業大学創造工学部の八馬 智の研究室メンバーが、墨古沢遺跡（千葉県印旛郡酒々井町）の史跡指定地内で2024年（令和6年）に設置した旧石器時代の復元テント（防風対策のため骨組みのみ）。遊動生活を送る旧石器時代人は、多くの場合このような簡易な住まいで生活していたと考えられている。

日本列島における旧石器時代の人びとは、岩陰や洞窟に住むことも特殊な場合としてあったが、多くの場合は台地上の開けた土地に居住していた（開地遺跡）。しかし、当時の建物跡と考えられる遺構は、同時代末の10例程度の事例を除き検出されていない。これは、当時の人々が一定の場所に長期間留まらず、テントのような簡易な住まいで寝泊まりをしつつ移動を繰り返す「遊動生活」をしており、太い柱穴や竪穴などの掘り込み跡（遺構）が残るような建物をあまり建築しなかったためと考えられている。

#### 建物遺構の出現
旧石器時代における、遺構として残るような建物（竪穴建物・平地建物）は、同時代の末ごろから徐々に造られ始めたと考えられており、確実なもので北海道から九州にかけての遺跡で10例程度確認されている。神奈川県相模原市の田名向原遺跡では、約20000年前の平地建物跡とみられる遺構が検出されている。また大阪府藤井寺市のはさみ山遺跡（梨田地点）で検出された約22000年前の建物跡は、現状で最古級とみられる伏屋式の竪穴建物跡である。

#### 縄文時代

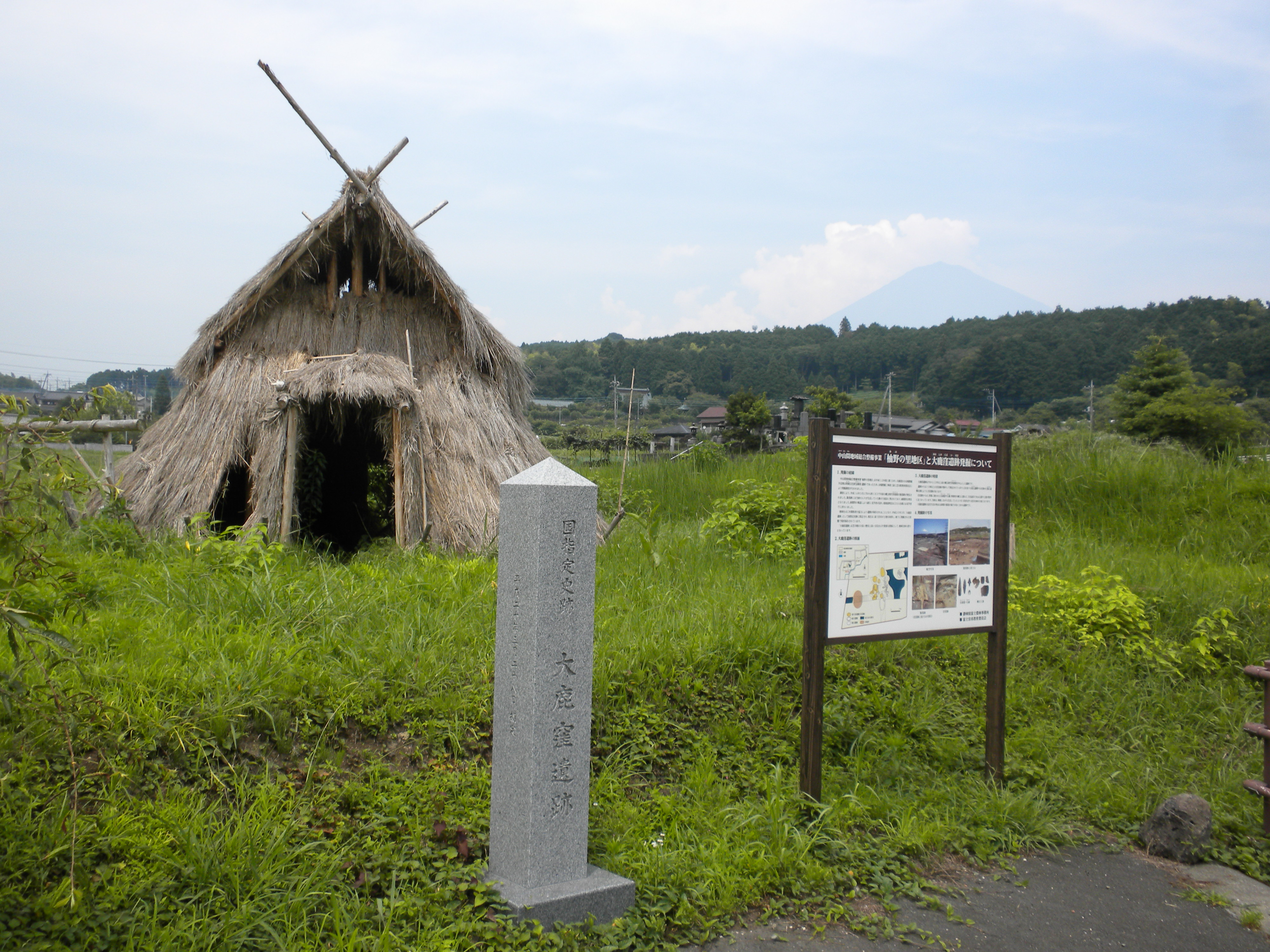
大鹿窪遺跡（静岡県富士宮市）の縄文時代草創期の復元竪穴建物。

縄文時代に入ると定住化が始まり、日本列島の各地に集落が出現する。そこでは竪穴建物が盛んに造られるようになり、弥生時代以降にも引き継がれた。
縄文時代草創期における竪穴建物は、群馬県みどり市の西鹿田中島遺跡や、静岡県富士宮市の大鹿窪遺跡などでの検出事例が知られる。この時期の竪穴建物跡は、平面が隅丸方形、または楕円形を呈する浅いすり鉢状の掘り込みとして検出され、屋内に柱穴や炉跡をあまり伴わないという特徴が見られる。
竪穴建物には前述のように伏屋式（ふせやしき）と壁立式（かべだちしき）のものがあり、縄文時代から古代までを通じて伏屋式が多いが、壁立式も縄文時代早期から事例がある（茨城県守谷市今城遺跡例など）。
縄文時代前期では、竪穴の平面形状は概ね方形、台形、楕円形で、6本の主柱をもち、壁面周辺に支柱穴とも推察されるピットが並んでいる状況が見られる。建物内には、床の中央か一方に片寄って炉がある場合が普通である。地床炉（ぢしょうろ）が多いが、石組炉もあり、保有率は時代が下るに従って増加する傾向にある。
また、縄文時代前期末から中期にかけては、東北・北陸地方を中心に大形建物が現れる。
縄文時代中期では、円形および楕円形の建物が多く、4本から5本の柱をもつものが主流であり、地床炉や石囲炉、また炉体土器を伴う炉が見られる。縄文中期末から後期の東北地方南部では、複式炉をともなう建物が現れる。
縄文中期後半から後期中頃にかけての東北地方南部・関東地方・中部地方東部では「柄鏡形竪穴建物」とよばれる出入り口部分を外側に張り出し、平面形が柄鏡形を呈する建物が出現し、敷石を持つもの（柄鏡形敷石建物）も現れる。円形のものも続き、方形に近い建物跡も復活する。
縄文時代晩期になると、柄鏡部分がつぶれて短くなる構造に変化する。

#### 弥生時代
弥生時代については、初期段階で東日本と西日本で大きく異なるが、後期には全体的に同一形式に収まる傾向を示す。円形のものが主流であるが、弥生時代の後期（2世紀から3世紀頃）頃から隅が丸い四角い形をした竪穴建物（隅丸方形・長方形建物）が現われ始めている。
埼玉県熊谷市と行田市にまたがる池守・池上遺跡は、弥生時代中期初頭の遺跡で、建物の平面形状は隅丸方形か隅丸長方形である。最大の大きさのものは長軸10.6メートル×短軸7.2メートルで、面積は約72平方メートルで、他の建物の約2倍ないし4倍の大きさである。神奈川県横浜市都筑区大棚西1丁目の大塚・歳勝土遺跡の建物は、弥生時代後期の竪穴建物で隅丸長方形（すみまるちょうほうけい）である。建物の大きさは最大9.4メートル×6.7メートル、面積は62.98平方メートルあり、多くの例が20平方メートルから30平方メートル前後の規模であるので、その2倍の大きさである。
このように、弥生時代後期の東日本では全般的に建物が小型化し、著しい規模の差が認められなくなる。

#### 古墳時代
古墳時代前期までの日本列島の竪穴建物は、床の中央付近に炉（地床炉など）を持つ例が多いが、古墳時代中期初めに朝鮮半島からカマドが導入されると、北辺や東辺の竪穴壁にカマドが造り付けられた竪穴建物が、同時代後期にかけて爆発的に普及した。

#### 飛鳥・奈良・平安時代
原始・古代以来の竪穴建物は、近畿地方を中心とする西日本では飛鳥時代の7世紀代まで、東日本では奈良時代を経て平安時代まで存続し、10世紀代までに次第に掘立柱建物（平地建物）へ移行したとされる。ただし東北地方北部などでは11世紀代以降も存続する事例がある。

#### 中世・近世

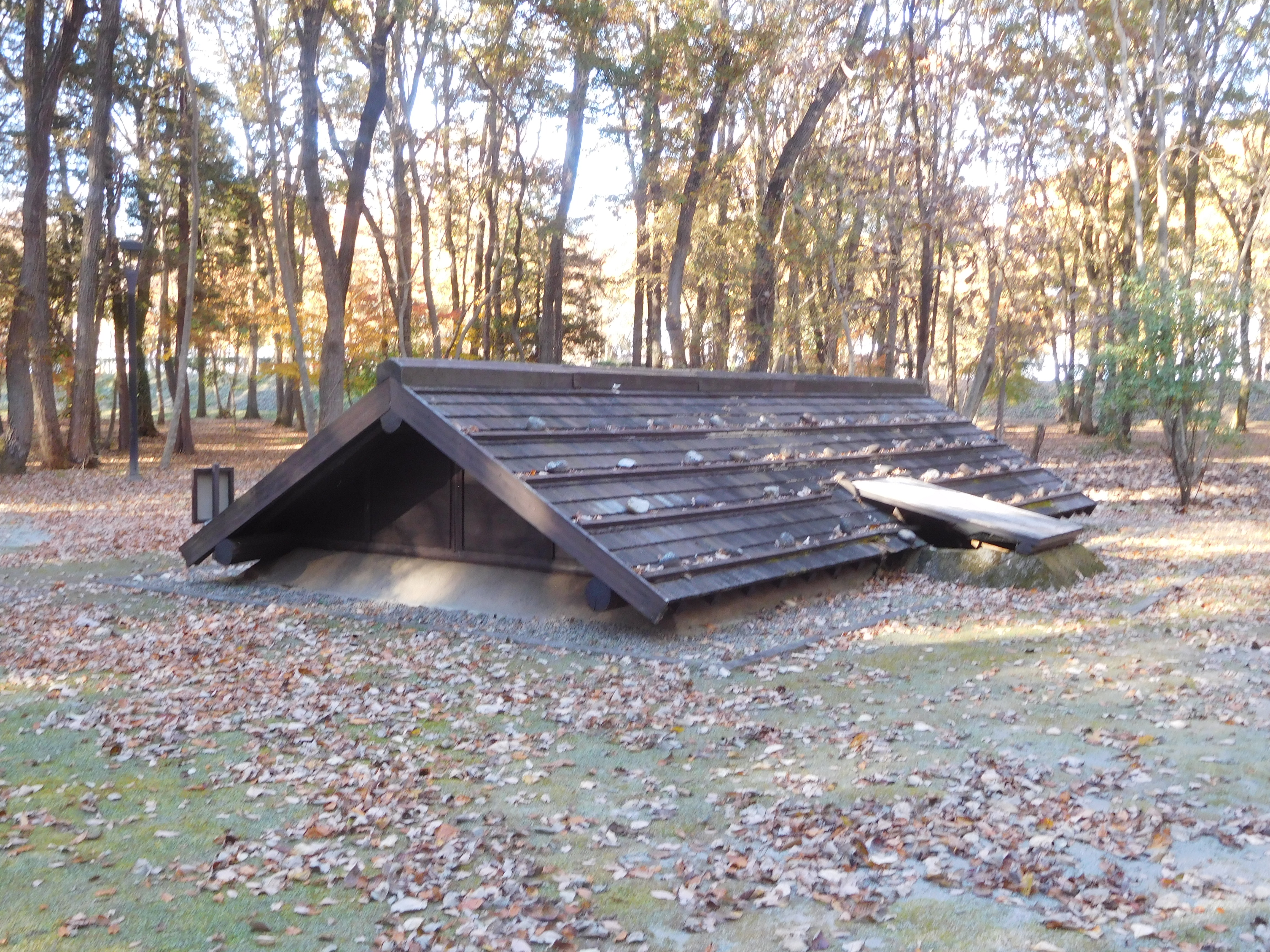
栃木県宇都宮市の飛山城跡に復元された中世の竪穴建物。

12世紀末に始まる鎌倉時代以降は、東北地方や関東地方（特に神奈川県鎌倉市の鎌倉地域周辺）で同名の「竪穴建物（中世）」や「方形竪穴建物」、「方形竪穴建築」と呼ばれる建築として一部名残を残すものの、全面的に消失していく（ただし、一部近世・近代にも小屋として存続した）。

#### 擦文文化圏

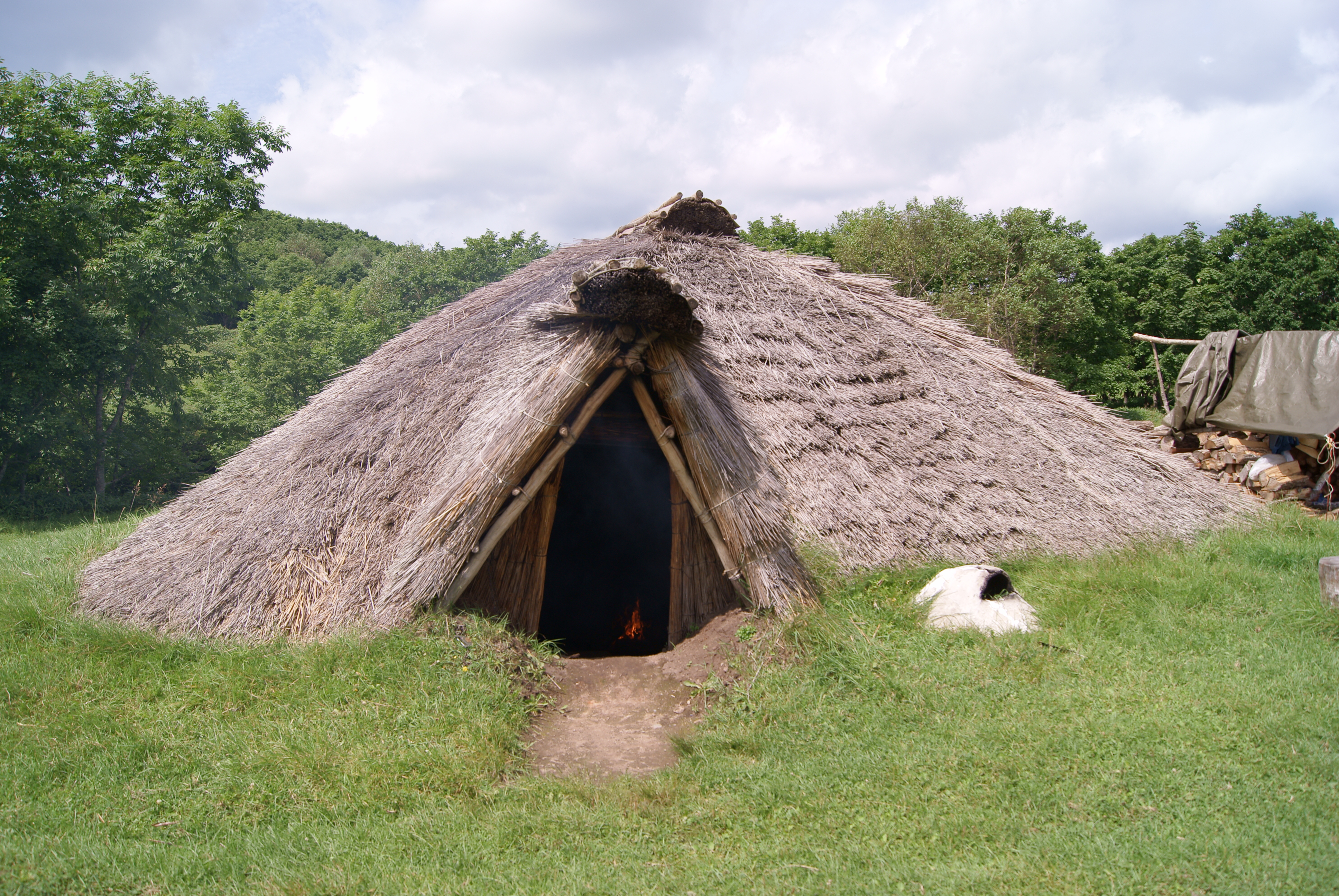
北海道釧路市・北斗遺跡の擦文時代の竪穴建物（復元）。

北海道においても擦文文化期の建物は方形の竪穴建物であり、壁の一隅には本州方面から伝来したカマドが設けられていた。だが12世紀ころから始まるとされるアイヌ文化期より建物は掘立柱建物のチセとなり、カマドも失われる。

#### トイチセ

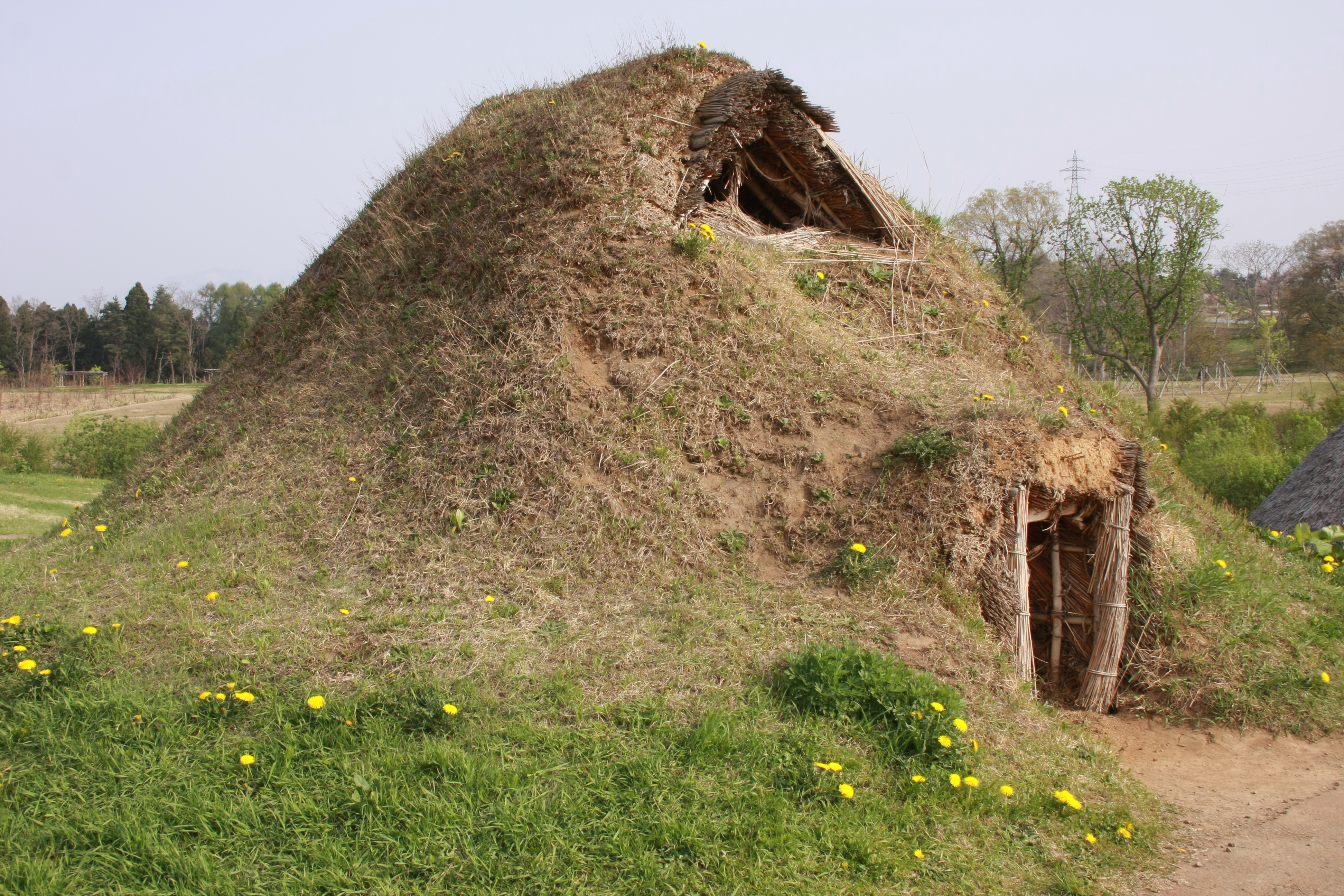
青森県の三内丸山遺跡に復元された、縄文時代の土葺き竪穴建物。樺太アイヌの竪穴建物（トイチセ）は、これに煙突をつけた形式である。

19世紀の終わりころまで、樺太アイヌや千島アイヌは、防寒のため夏用と冬用の集落（コタン）を分けていた。彼らの住居（チセ）のうち冬用の建物は、防寒・防風策として敢えて竪穴建物とし、屋根は草や樹皮で葺いた上に土を盛り上げ、屋内には煙道を備えたカマドを設置した。この建築様式をトイチセ（土の家）と呼ぶ。樺太の建物の記録として松田伝十郎の『北夷談』（1822年）と間宮林蔵の『北蝦夷図説』（1855年）が残り、択捉島の住居の記録として山崎半蔵の『毛夷東環記』が残る。